# Neostalinismus

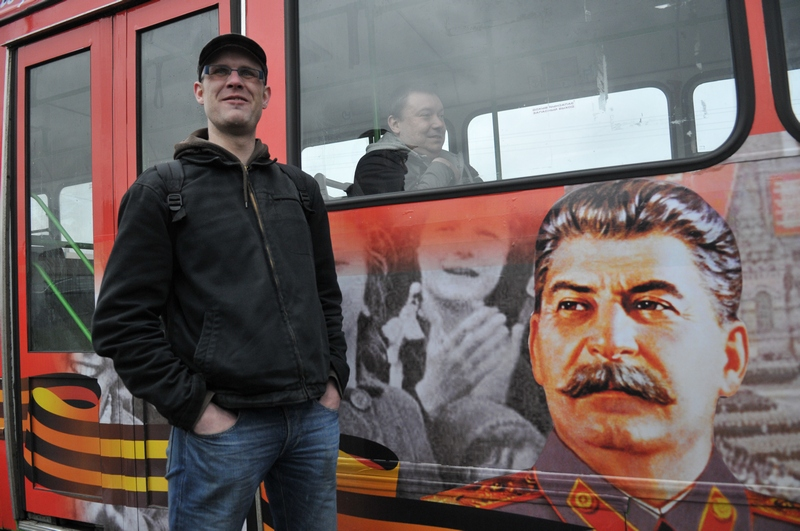

Neostalinismus je označení totalitního komunistického režimu Leonida Iljiče Brežněva, který se také nazývá brežněvismus, nastoleného v Sovětském svazu v letech 1964 až 1982. 

## Historie
Ze Sovětského svazu byl ve větší či menší míře exportován i do dalších socialistických a lidově-demokratických zemí někdejšího Východního bloku. V Československu byl tento režim plně nastolen až po invazi sovětských vojsk do Československa v roce 1968 a s pozdějším nástupem normalizace na počátku 70. let 20. století, prakticky skončil až příchodem sametové revoluce dne 17. listopadu 1989. V Rumunsku byl nastolen Ceausescův režim, kde se režim podobal ruskému neostalinismu ovlivněný národním komunismem. V Maďarsku zůstal proces destalinizace, tzv. gulášový socialismus.

## Charakteristika
Oproti původnímu stalinismu šlo o režim o poznání méně brutálnější a poněkud „uhlazenější“. Podle Michala Pullmana bylo jednou z charakteristik neostalinismu v Československu (tedy období normalizace) právě „vytlačování násilí z veřejného prostoru“. S nástupem neostalinismu hovoříme o obnově stalinského modelu socialismu, který byl ale aplikován v poněkud „modernějším pojetí“.